# Howse Peak

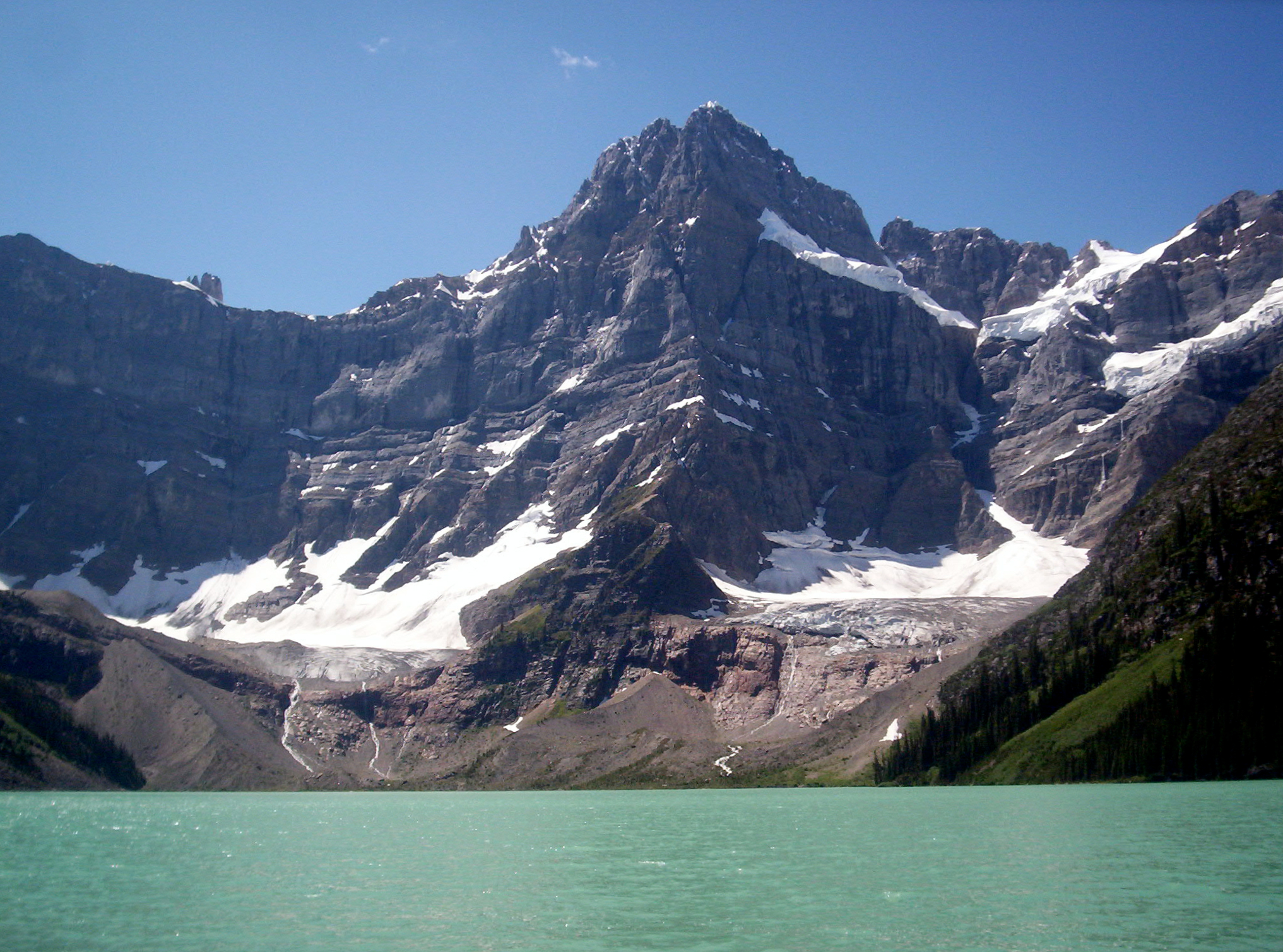
versante nord dell'Howse Peak, in primo piano il lago Chephren

Howse Peak è la cima più alta dei monti Waputik, un sottogruppo delle Montagne Rocciose Canadesi. È posto  5 km (3 mi) ad ovest dell'highway chiamata Icefields Parkway, presso il lago Chephren, sullo spartiacque continentale tra Alberta e Columbia Britannica.
Il nome deriva dall'Howse Pass, che si trova a ovest del monte. A sua volta il nome del passo deriva da Joseph Howse, un commerciante dell'Hudson's Bay Company che lo ha attraversato nel 1809.

## Geologia
Come altre montagne del parco nazionale Banff, è composto da rocce sedimentarie depositate dal periodo Precambriano al Giurassico.
Originate in mari bassi, queste rocce sono state spinte verso est e al di sopra di rocce più giovani nel corso dell'orogenesi laramide.

## Clima
In base alla classificazione dei climi di Köppen, l'Howse Peak si trova in un clima subartico con inverni freddi e nevosi ed estati miti. In inverno le temperature possono scendere al di sotto dei −20 °C con temperature percepite di −30 °C in condizioni ventose.

## Alpinismo
La montagna nello spazio di pochi chilometri si eleva per 1600 metri al di sopra del fiume Mistaya a est e il passo Howse a ovest. 
La via più semplice richiede un lungo percorso di avvicinamento che prevede la risalita del fiume Howse e del ghiacciaio situato ai piedi del versante occidentale. Sul versante orientale sono localizzate almeno due vie di elevata difficoltà tecnica.

## Incidenti
Il 16 Aprile 2019 una cordata formata da Hansjörg Auer, David Lama e Jess Roskelley, dopo aver completato la prima ripetizione della via M-16, è stata colpita da una valanga nel corso della discesa, i corpi degli alpinisti sono stati successivamente recuperati il 21 aprile.